# Youri Antipov
Pour les articles homonymes, voir Antipov.
Youri Aleksandrovitch Antipov (en russe : Юрий Александрович Антипов) est un aviateur soviétique, né le 21 février 1915 et décédé le 4 juin 1997. Pilote de chasse et As de la Seconde Guerre mondiale, il fut distingué par le titre de Héros de l'Union soviétique.

## Carrière
Né le 21 février 1915 à Moscou, il commença à prendre des cours de pilotage à l'aéroclub de la capitale soviétique dès l'âge de 15 ans. En 1934 il entra dans l'Armée rouge et fut breveté pilote au collège militaire de l'Air d'Odessa la même année.

### Seconde Guerre mondiale
En juin 1941, au moment de l'invasion allemande de l'Union soviétique, il était membre du 402.IAP (régiment de chasse aérienne), équipé de Mikoyan-Gourevitch MiG-3. Il obtint sa première victoire aérienne, un Messerschmitt Bf 109, le 27 juillet 1941. En septembre suivant, en tant que kapitan (capitaine), titulaire de 5 victoires homologuées, il fut muté au 180.IAP. Blessé au combat en 1942, il fut retiré du front, après un long séjour à l'hôpital de Kalinine.

### Pilote d'essai
À partir de 1943, il devint pilote d'essai à l'Institut de recherches scientifiques de l'armée de l'air, où il se spécialisa sur les tests en vol des appareils ennemis capturés. En novembre 1946, il fit partie du premier groupe de neuf pilotes d'essai qui devaient voler sur jets et, lui-même, devait devenir chef-pilote sur le projet expérimental du MiG-9.
Au total il vola sur 203 types d'avions et hélicoptères différents, avant de prendre sa retraite comme polkovnik (colonel) en 1964. Il décéda le 4 juin 1997.

## Palmarès et décorations

### Tableau de chasse
- Crédité de 7 victoires homologuées, toutes individuelles, obtenues au cours de 200 missions.

### Décorations
- Héros de l'Union soviétique le 9 septembre 1957 (médaille no 11096)
- Trois fois décoré de l'ordre de Lénine
- Quatre fois décoré de l'ordre du Drapeau rouge
- Ordre de la Guerre Patriotique de 1er et 2e classe
- Ordre de l'Étoile rouge